# Siedlung von Cuccureddus

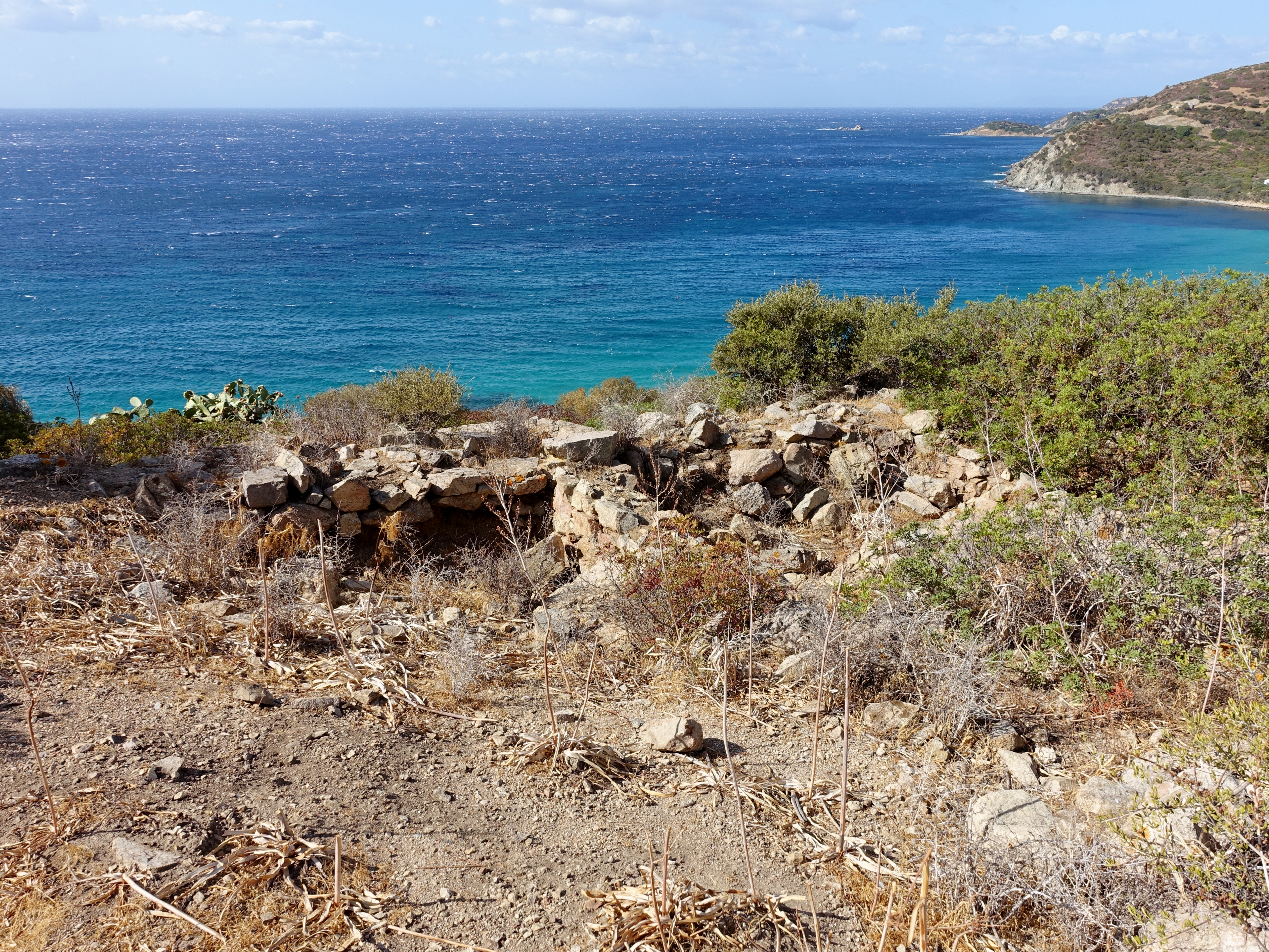
Heiligtum von Cuccureddus

Die Siedlung von Cuccureddus ist ein archäologischer Fundplatz an der Südküste der italienischen Insel Sardinien. Er befindet sich an der Mündung des kleinen Flusses Riu Foxi im Gemeindegebiet von Villasimius in der Metropolitanstadt Cagliari. Die Funde weisen auf eine Besiedlung in phönizischer und römischer Zeit.

## Lage
Der archäologische Fundplatz befindet sich auf der Spitze und an den Hängen des westlichsten Hügels der kleinen Hügelkette Cuccureddus, die sich von der Küste des Mittelmeeres im Westen oberhalb des Strandes Spiaggia di Campus bis zur Straße Via delle Aquile im Osten zieht. Die nächsten Siedlungen sind das fast ausschließlich aus Hotels bestehende Mandorli 390 Meter im Nordwesten und Campulongu 1100 Meter südöstlich. Auf dem höchsten Punkt der Hügelkette im Osten, 500 Meter von der Siedlung von Cuccureddus entfernt, steht die Nuraghe Cuccureddus I, ein prähistorischer Turmbau aus der Zeit der Nuraghenkultur. Der Standort einer weiteren Nuraghe, der Nuraghe Cuccureddus II, liegt 320 Meter südöstlich auf einem Vorgebirge direkt an der Küste. Unterhalb der Siedlung von Cuccureddus mündet der Riu Foxi, der die Ebene Piana di Santa Maria nördlich von Cuccureddus bewässert. Das Zentrum des Gemeindesitzes von Villasimius liegt 2,6 Kilometer östlich.

## Geschichte

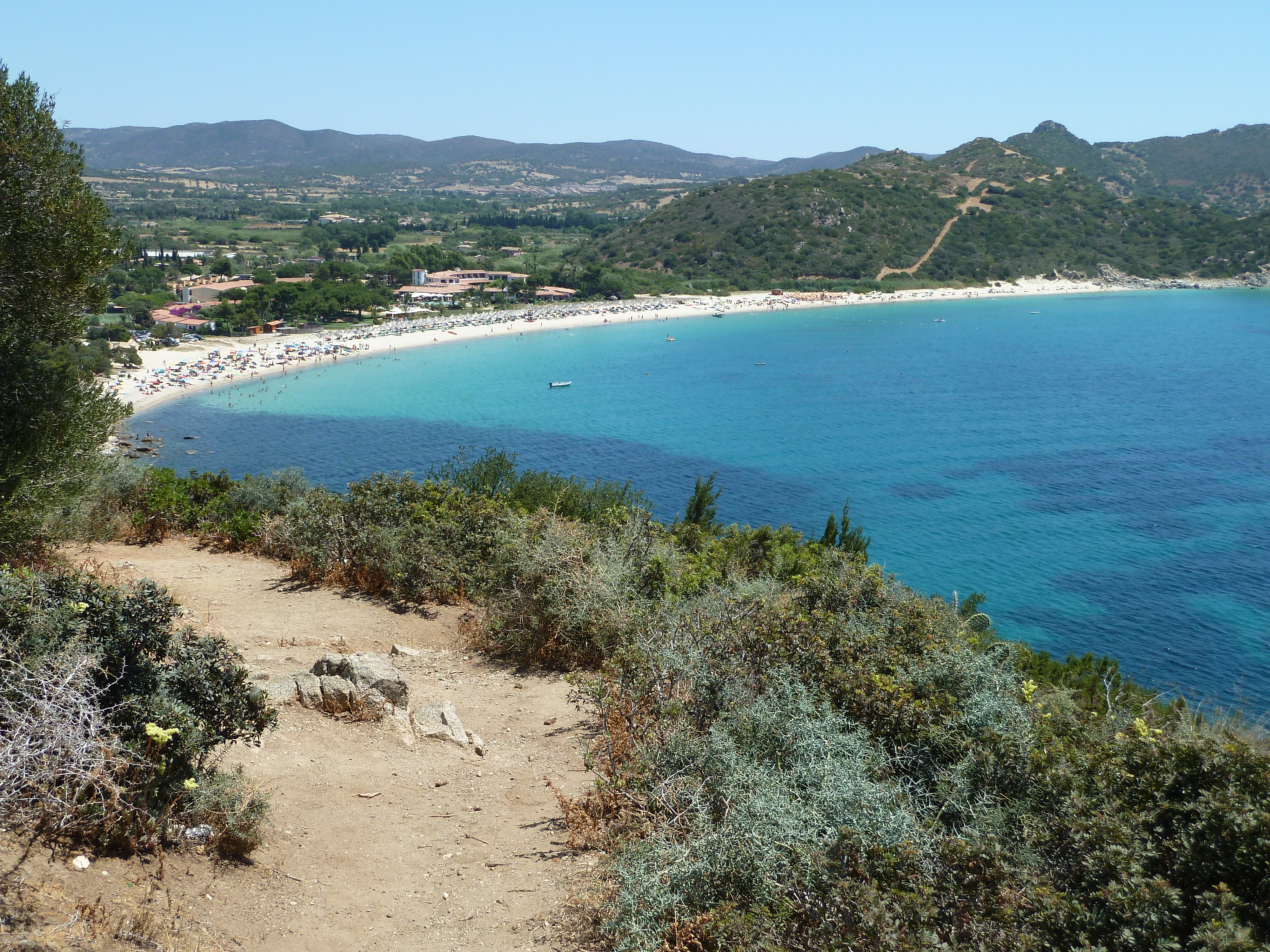
Strand von Campus

Im 9. bis 8. Jahrhundert v. Chr. gründeten die Phönizier an der Südküste Sardiniens Kolonien, wie Sulki, Bithia, Nora und Karales, die sich Mitte des 8. Jahrhunderts v. Chr. als stabile Handelszentren festigten. Dem Gebiet von Villasimius fehlte für eine solche Gründung das Hinterland und die entsprechenden Verbindungen zum Campidano oder den Tälern von Sarrabus. Erst Mitte bis Ende des 7. Jahrhunderts v. Chr. entstand an der Mündung des im Altertum schiffbaren Riu Foxi eine Niederlassung, ein sogenanntes Emporion, wahrscheinlich als erster sicherer Halt auf dem Handelsweg vom italienischen Festland zur iberischen Halbinsel und nach Nordafrika. Der Strand von Campus an der Nordseite des Golfs von Carbonara bot einen geschützten Hafen mit ausreichender Süßwasserversorgung.

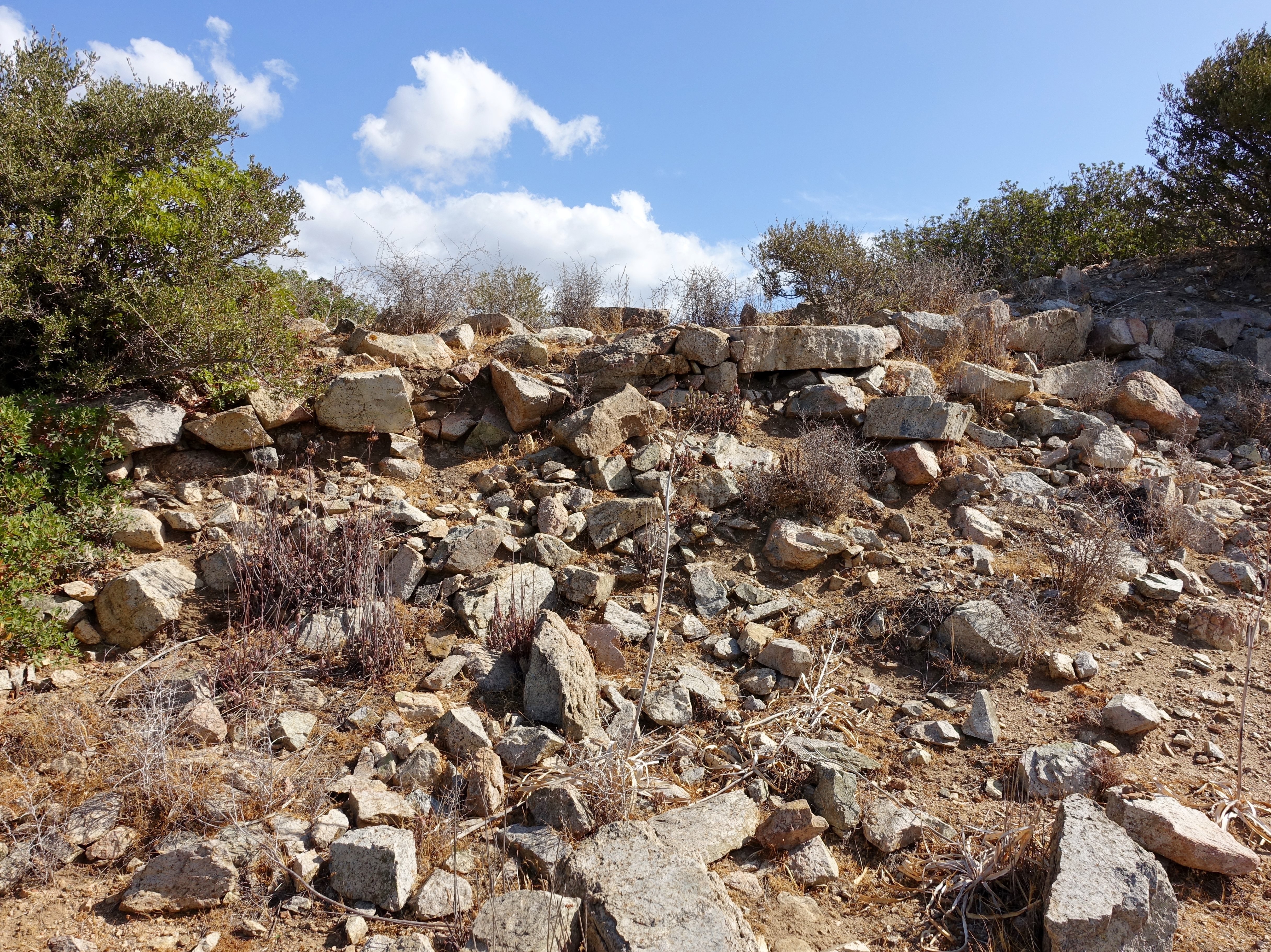
Südwestseite des Hügelgipfels

Schon zu Zeiten der Nuraghenkultur bildeten die Hügel von Cuccureddus einen Ort von strategischem Wert. So entstand auf dem östlichsten, höchsten Hügel die Nuraghe Cuccureddus I zur Kontrolle des Gebietes. Die Phönizier legten ihre Siedlung am zum Meer abfallenden Hang des westlichsten Hügels oberhalb des Hafens an der Flussmündung an, zu dem eine Steintreppe hinunterführte. Hinweise auf den wirtschaftlichen Charakter des Stützpunktes geben Amphoren und Siegel, die bei den Ausgrabungen gefunden wurden. Die Nekropole der Siedlung ist noch nicht lokalisiert, könnte aber nahebei am Südhang des Hügels gelegen haben.

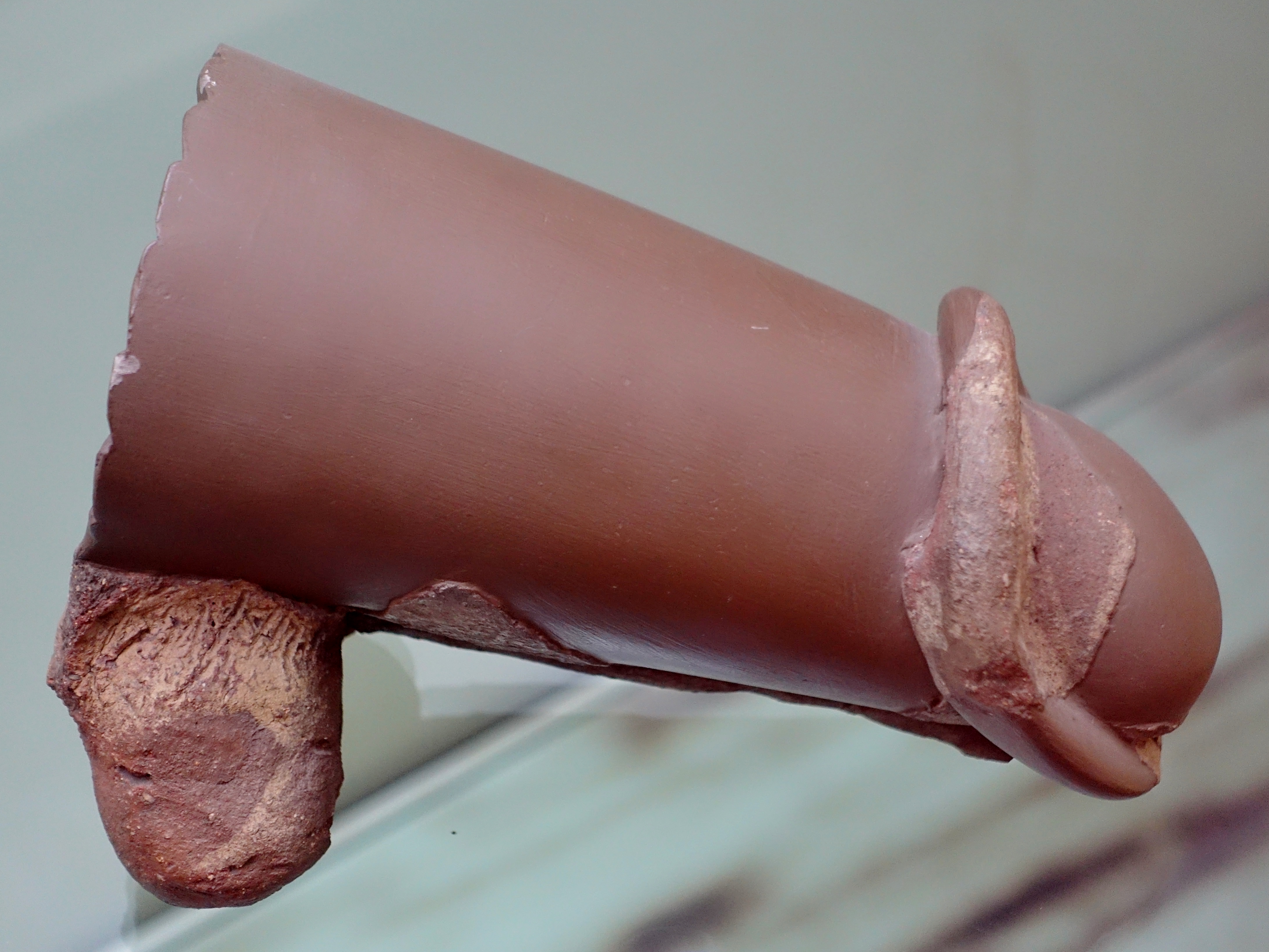
Phallusförmiger Wasserspeier

Auf dem Gipfel des Hügels entstand ein Heiligtum, das wahrscheinlich der Göttin Aštart geweiht war und in dem kultische Prostitution durch weibliche Hierodulen praktiziert wurde. In der unmittelbaren Umgebung der Reste des Heiligtums fanden sich Gefäße, neben phönizischen auch griechische und etruskische, die ursprünglich duftende Salben enthielten. Im Schutt des Heiligtums lag ein tönerner, phallusförmiger Wasserspeier für die Ableitung von Regenwasser.

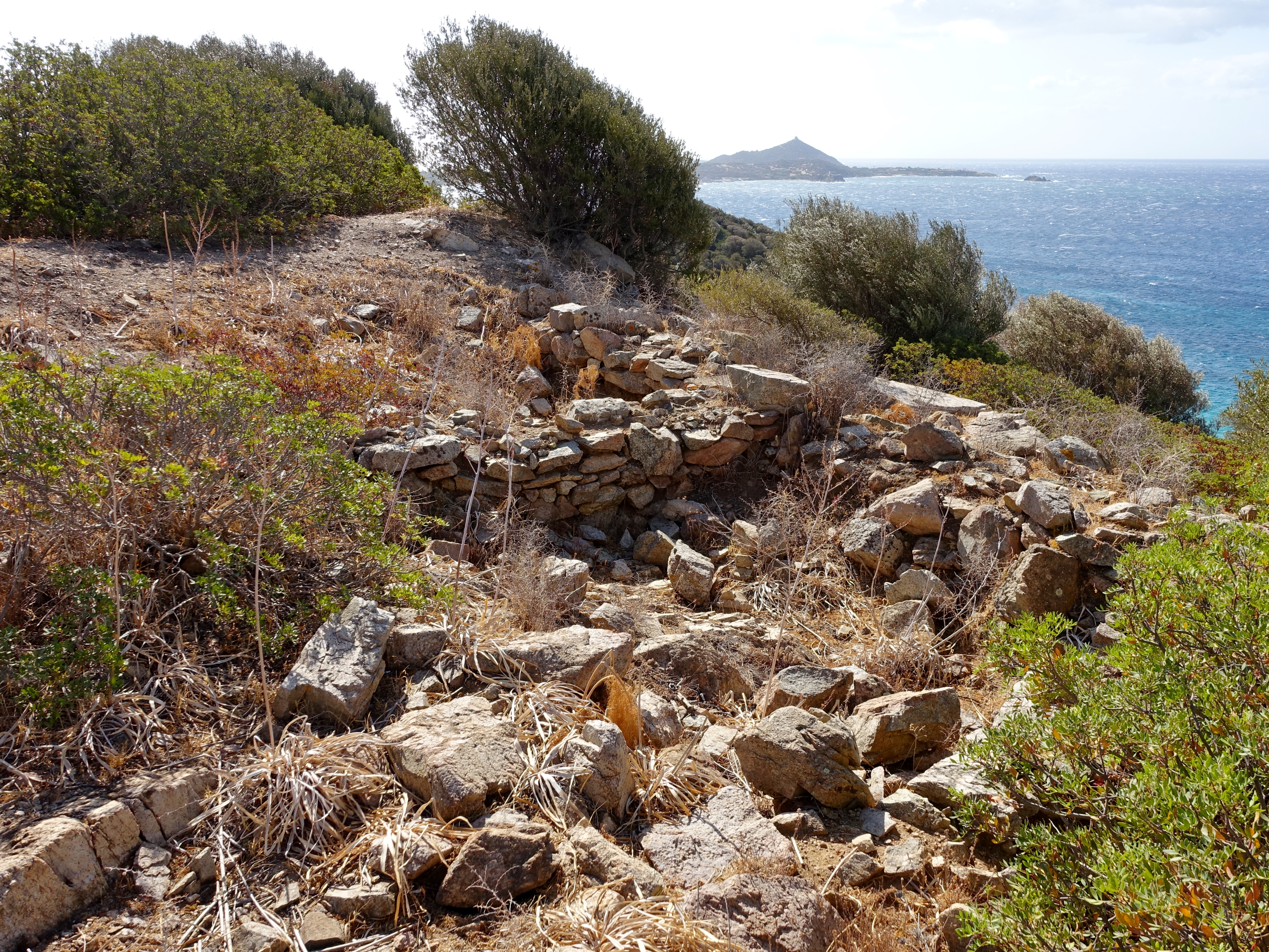
Räume auf dem Hügel

Nach heutiger Rekonstruktion bestand das Gebäude des Heiligtums aus 0,52 Meter breiten Natursteingrundmauern auf denen sich Wände aus an der Sonne getrockneten Tonziegeln befanden. Die Wände waren verputzt, innen mit Gips, außen wasserdicht mit Kalkasche und Terrakottastücken. Über den Fußböden aus Lehm wurden die Raumdecken mittels Holzbalken, Zweigen und einem dicken Lehmbett gefertigt. Um 540/530 v. Chr. wurden das Heiligtum und die Siedlung durch einen Brand zerstört. Es gibt Vermutungen eines Angriffs der Karthager. Das Feuer konservierte einige Gebäudeteile des Heiligtums, die aus gepresstem Rohton bestanden und in gebranntem Zustand heute Hinweise auf die Baumaterialien geben.

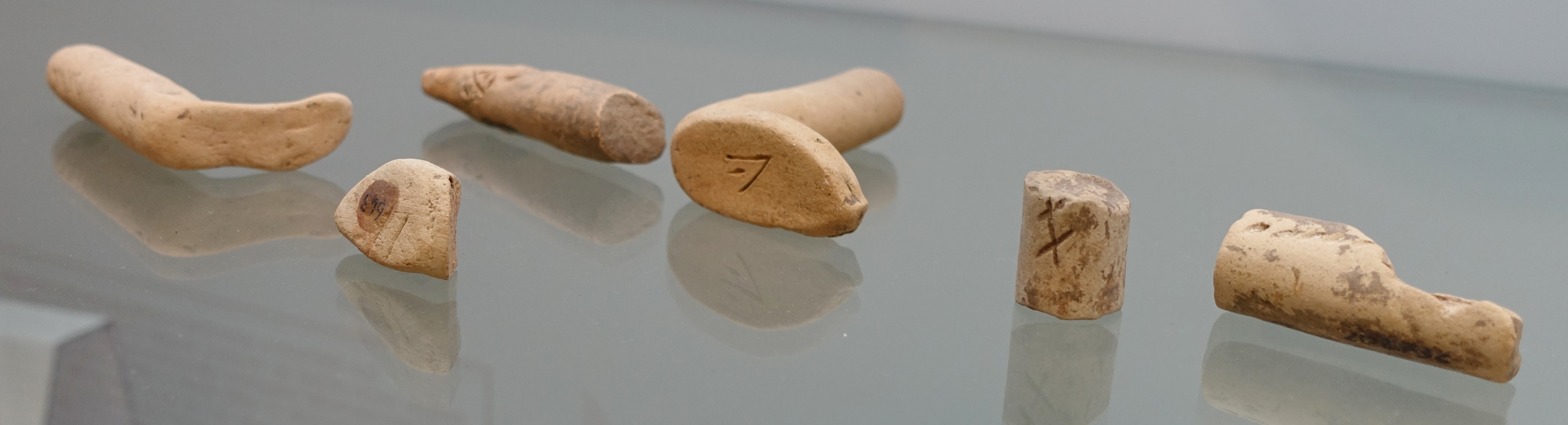
Votivgaben

Nach der Zerstörung im 6. Jahrhundert v. Chr. bis zur römischen Eroberung Sardiniens 238 v. Chr. war die Siedlung von Cuccureddus unbewohnt. Im 2. Jahrhundert v. Chr. kam es zu einer Neubesiedlung, das Heiligtum wurde wieder aufgebaut und eine Mauer um den Hügel errichtet. Die phönizische Göttin Aštart wurde mit der römischen Göttin Juno identifiziert. Aus römischer Zeit finden sich viele Votivgaben, die Körperteile darstellen, wie Ohren, Arme, Hände, Brüste und Beine, paarweise oder auch einzeln. Einige sind bemalt oder mit Zeichen graviert. Vermutlich erhoffte man sich Heilung an den entsprechenden Körperteilen bei Abgabe der Votivgaben.

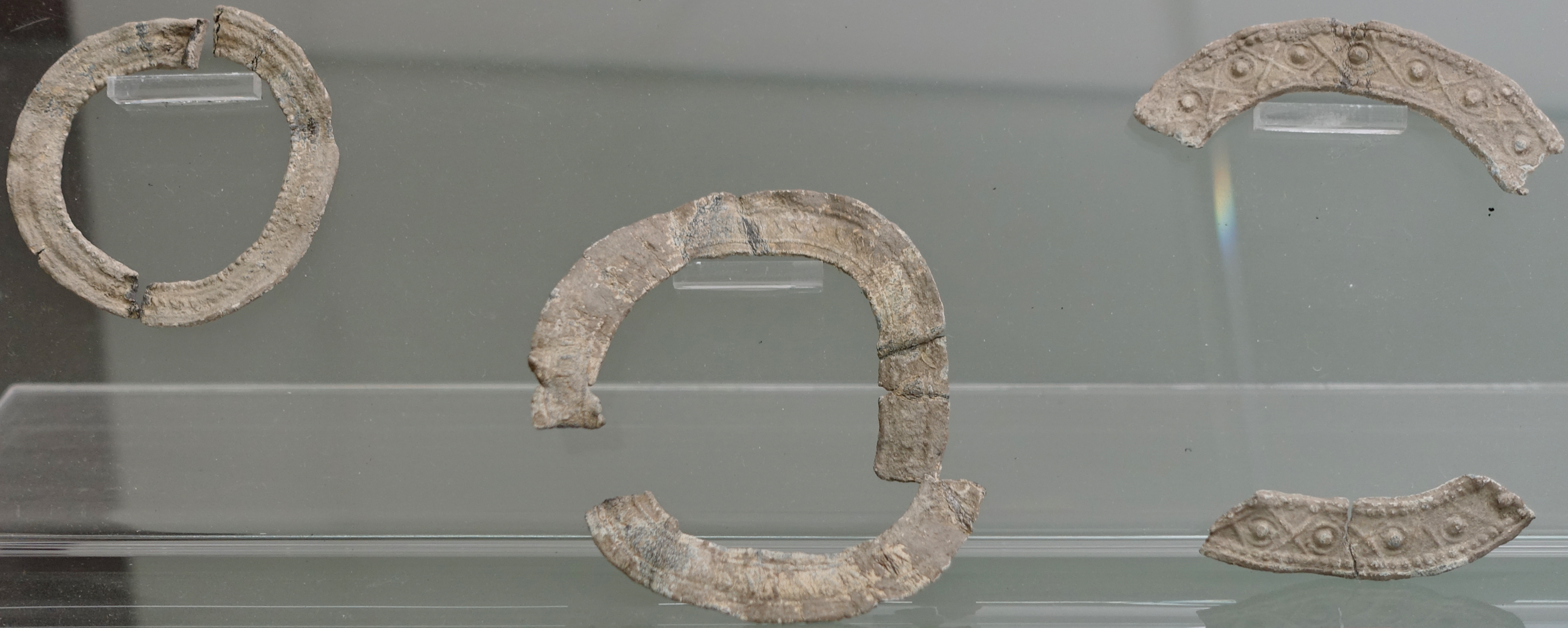
Verzierte Bleibänder

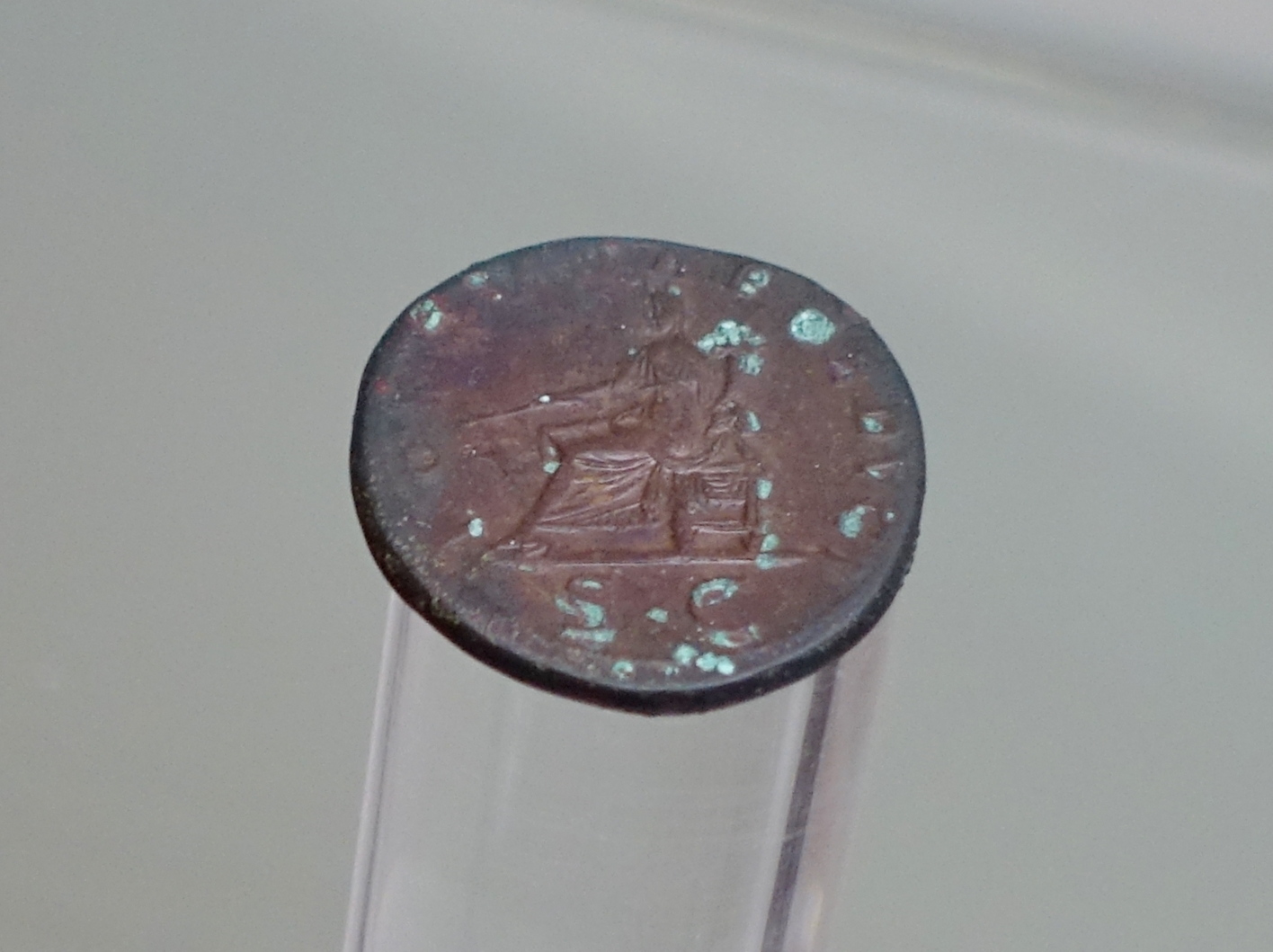
Römische Münze

Andere Fundstücke aus römischer Zeit sind Münzen, Bronzespiegel, verzierte Bleibänder, darunter eines mit einer Aufschrift, lateinisch FELICISSIM[A], und Teile von Statuetten, von denen der Kopf einer verschleierten Frau und ein Löwenkopf als Fragment eines Löwenmantels des Herakles Melkart herausragen. Von den mehr als 300 gefundenen Münzen, die älteste aus dem Jahr 150 v. Chr., stammen die meisten aus dem 4. Jahrhundert n. Chr. Insbesondere Kaisermünzen aus der Zeit Constantius’ II. sind häufig. Das deutet auf einen regen Besuch des Heiligtums in der Mitte des 4. Jahrhunderts, bevor es im 5. Jahrhundert aufgegeben wurde, aus der auch die letzte Münze der Siedlung von Cuccureddus stammt.
Von 1983 bis 1987 fanden systematische Ausgrabungen am Heiligtum von Cuccureddus statt. Sie standen unter der Leitung von Piero Bartoloni und Luisa Anna Marras. In den frühen 1990er Jahren endete die erste Phase der Erforschung der Siedlung. Teile der Fundstücke sind im archäologischen Museum von Villasimius in einem extra für den Fundplatz von Cuccureddus eingerichteten Saal ausgestellt. Im Oktober 2017 erfolgte eine erste von mehreren geplanten neuen Grabungskampagnen unter der Leitung von Michele Guirguis. Es wurden erneut römische Münzen, Amphoren und Keramikreste gefunden.

Fundstücke von Cuccureddus
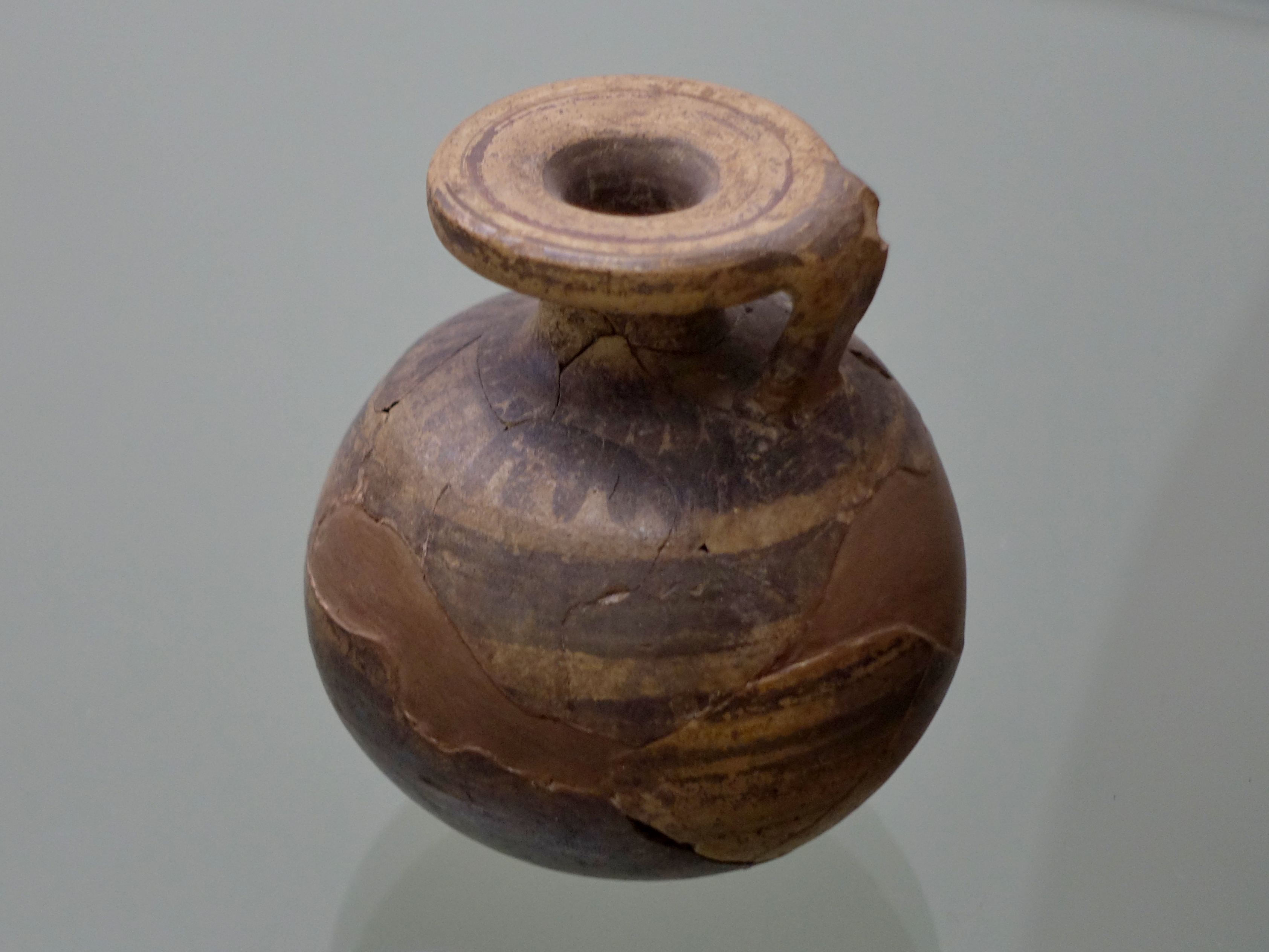
Aryballos für Salben
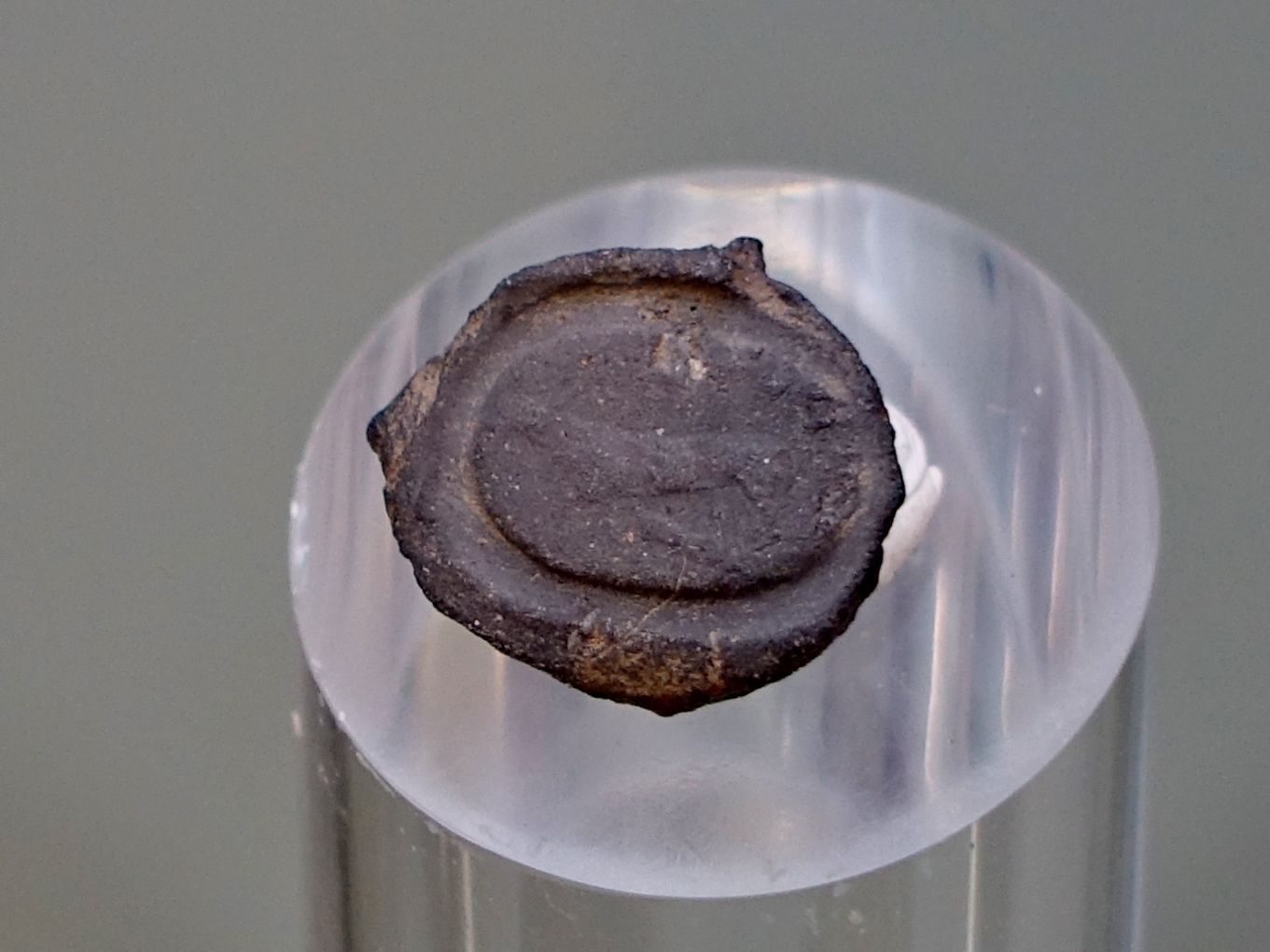
Phönizisches Siegel
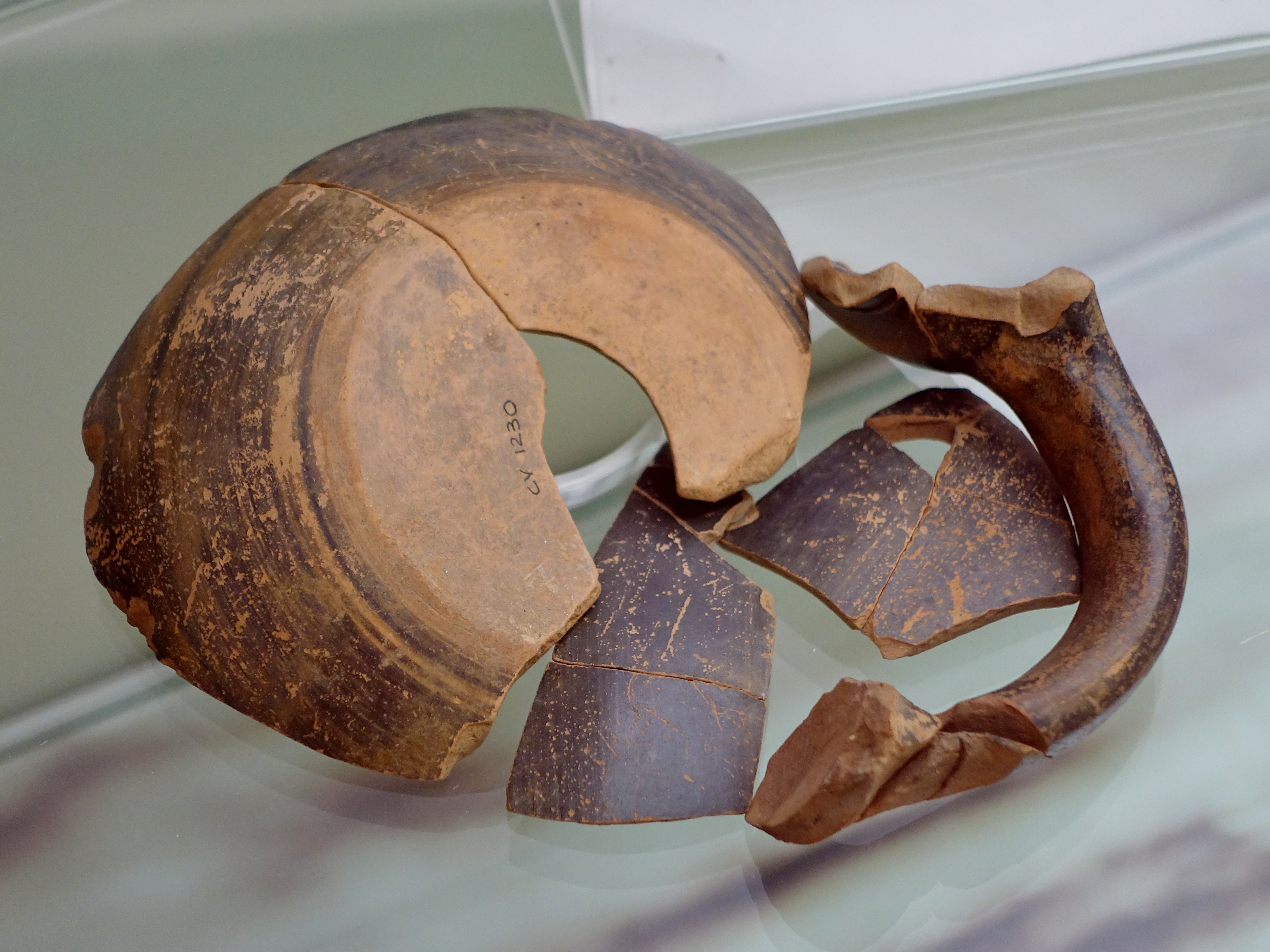
Keramik aus Lakonien
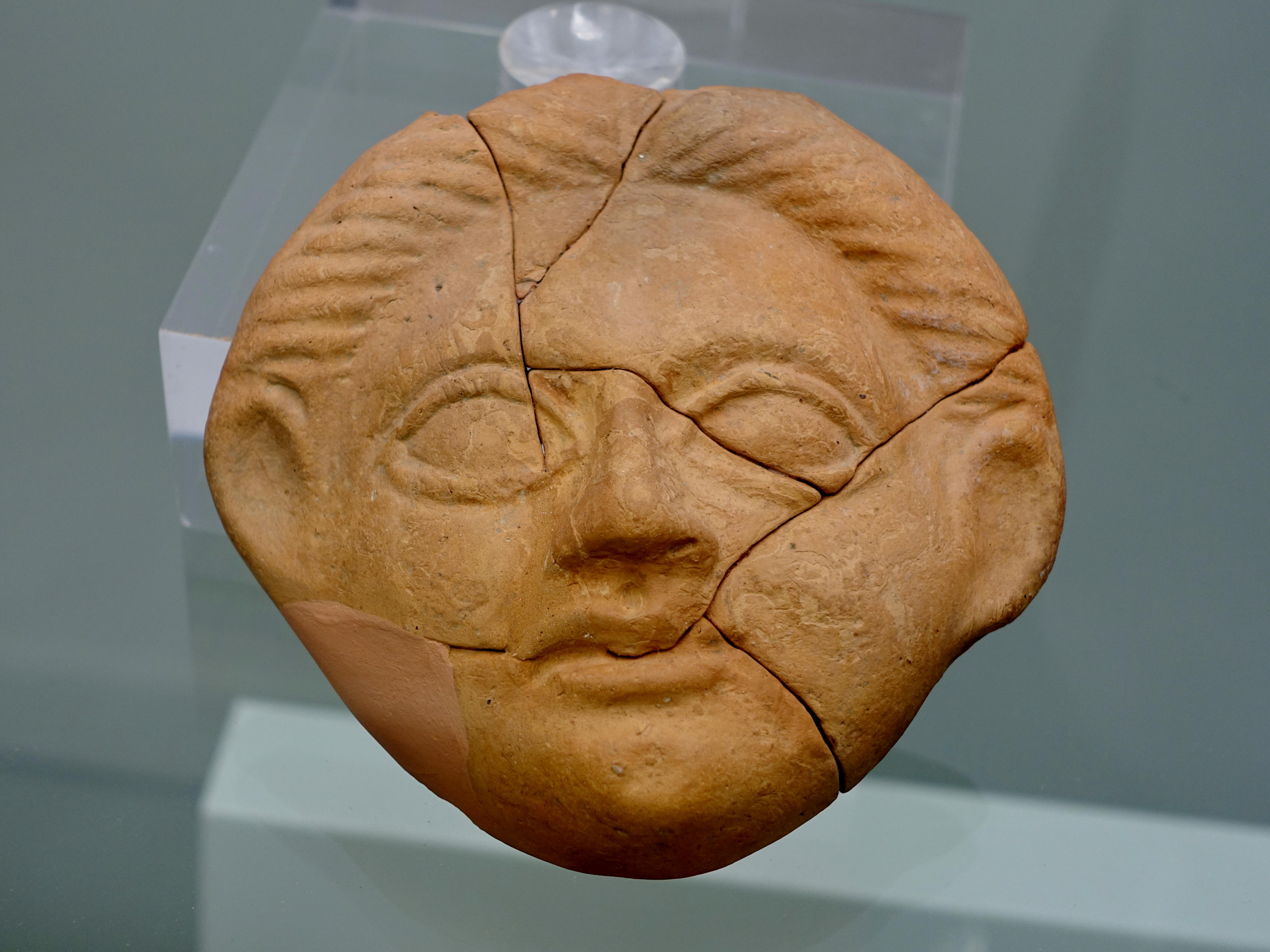
Maske aus römischer Zeit